# Norra Fronten

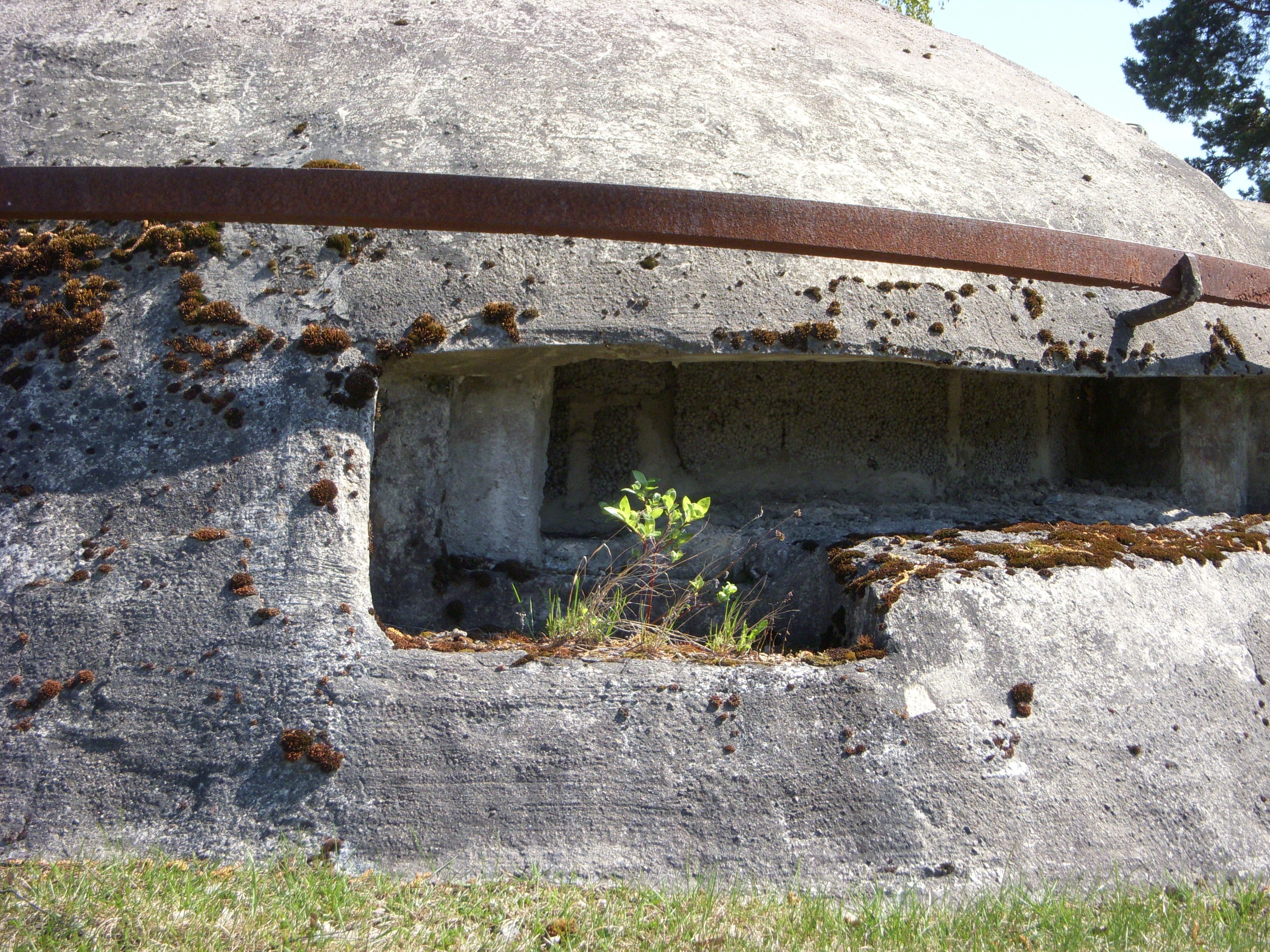
Fred på Västra Arningefortet, det grönskar i skottgluggen, maj 2011.

Norra fronten var en befästningslinje för att skydda Stockholm mot angrepp från norr. Anläggningen byggdes 1904-1916 på initiativ av huvudsakligen Palmqvistska fonden till Stockholms befästande. 
Norra Fronten bestod av Danderydslinjen och Sollentunalinjen och var den yttre av två huvudstadslinjer i norr. Det fanns även en front i södra Stockholm, Södra Fronten. Norra och Södra fronten kunde bemannas som mest med cirka 40 000 soldater. Försvarslinjen ingick i försvarsorganisationen fram till 1952.

## Bakgrund
Kring sekelskiftet 1900 kom ett nytt försvarspolitiskt tänkande då centralförsvaret avlöstes av ett gräns- och kustförsvar. Man utnyttjade de sjösystem som omger Stockholm och säkrade passagerna mellan dem med ett 30-tal befästningar av varierande storlek.  Försvarslinjen kallades på grund av sitt utseende för korvlinjen. Bygget finansierades av privatpersoner som samlades i "Föreningen för Stockholms fasta försvar" och "Palmqvistska fonden till Stockholms befästande". Medan "Föreningen för Stockholms fasta försvar" i första hand ägnade sig åt Södra Fronten satsade "Palmqvistska fonden till Stockholms befästande" istället på Norra Fronten.
Själva byggarbetena utfördes av militär, som stod under civil ledning. Sedan skänktes anläggningarna till militären. Det var så kallade landstormare, värnpliktiga som var över 32 år, som fick bemanna anläggningarna.

## Norra fronten

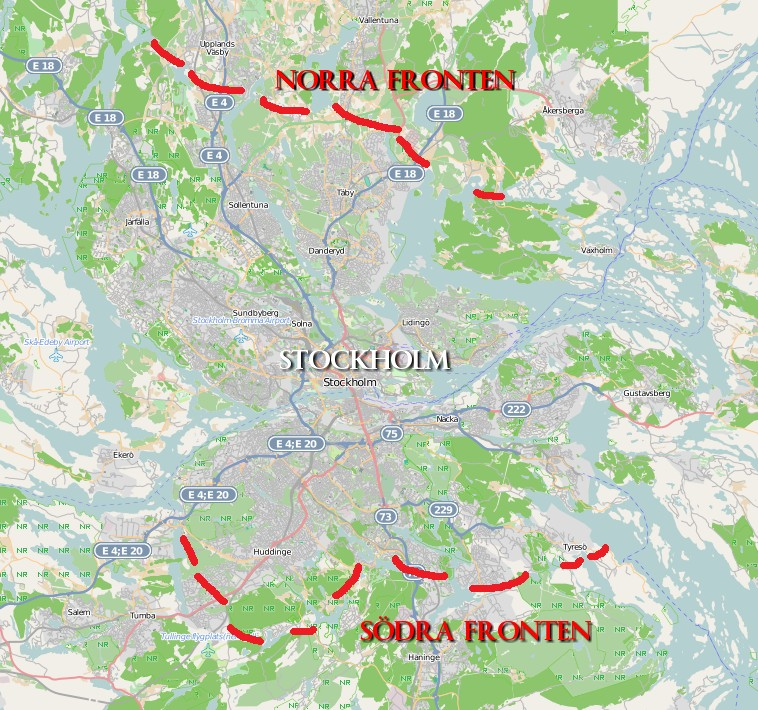
Korvlinjens sträckning med Norra och Södra Fronten inlagd på en nutida karta.

Syftet med Norra Fronten var att försvara Stockholm på landsidan mot en norrifrån kommande angripare som landstigit exempelvis i Roslagen. Norra Frontens Danderydslinje (med Hägernäspasset, Täbypasset och Albypasset) och Sollentunalinje sträckte sig från Östra Ryd i Österåkers kommun till Ed i Upplands Väsby kommun och hade en sträckning av närmare 25 kilometer. Anläggningen bestod av ett så gott som linjärt fort- och löpgravssystem. 
Norra Fronten bekostades huvudsakligen av privata medel men bemannades av krigsmakten (Göta livgarde och Landstormen). Hjärtat i Täbypasset utgjordes av sju sammanhängande betongfort, i folkmun kallade "infanterikorvar". Mellan forten slingrade sig en sammanhängande linje av skyttegravar. Bland dem fanns Östra Arningefortet, som skänktes av Carl Robert Lamm till försvaret och invigdes den 31 maj 1915 i närvaro av Gustaf V och kronprinsen Gustaf (VI) Adolf. Försvarslinjen var i stort sett färdigutbyggd 1916. Från den kunde ett sammanhängande eldsystem läggas mot en inkräktare.
Norra Fronten moderniserades i samband med andra världskriget, men efter 1952 hade den förlorad sin strategiska betydelse. Idag har nästan samtliga anläggningar i öppen mark tagits bort men anläggningarna i skogsmark finns kvar. Ett exempel är artilleriställningen i närheten av Karby gård. Karby batteri är efter drygt 100 år förvånansvärt välbehållet; även Västra Arningefortet i Arninge industriområde är i mycket bra skick. Det senare har markägaren renoverat på egen bekostnad.

## Bilder av fort och batteriställningar i urval

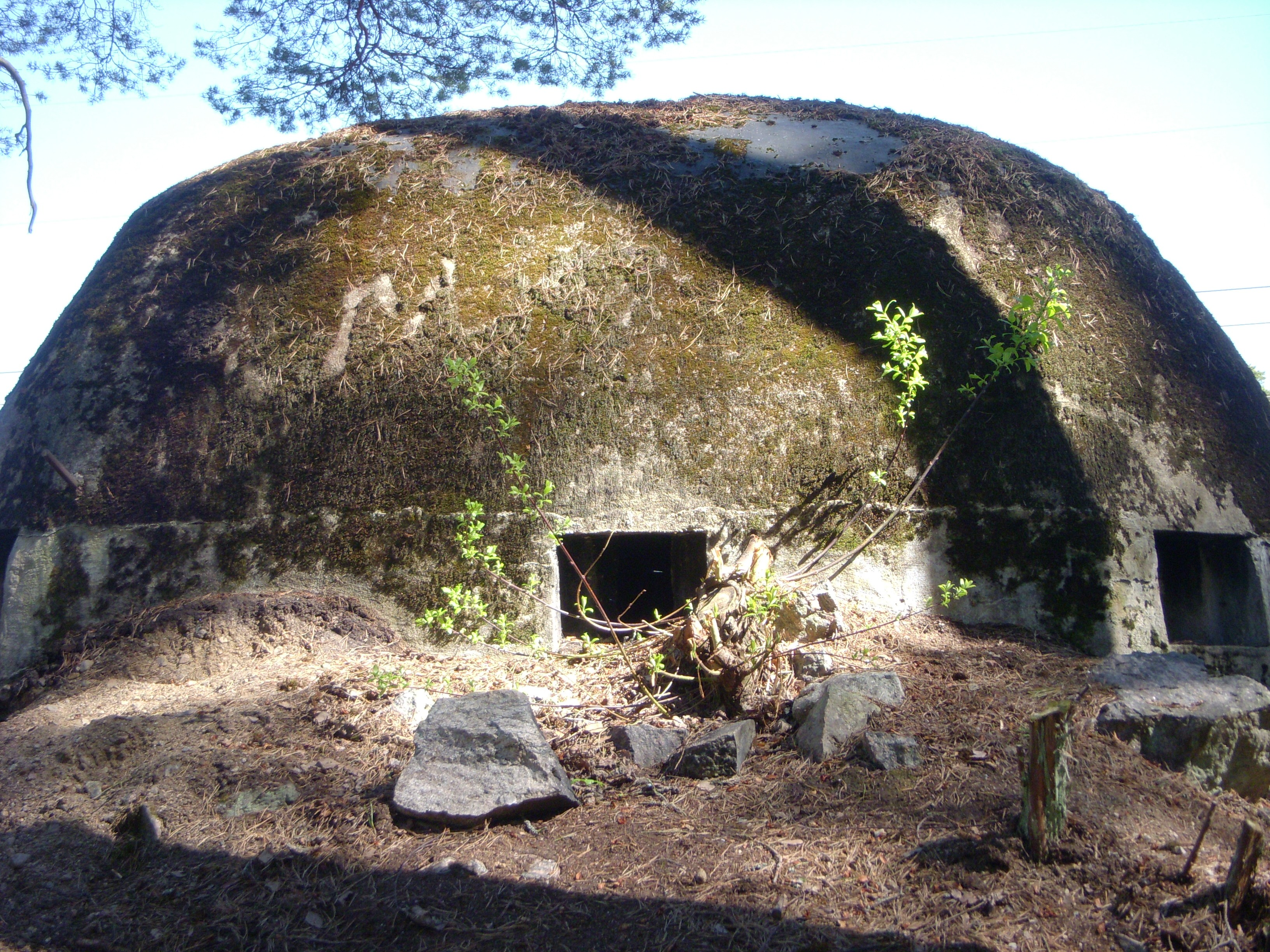
Margretelundsfortet
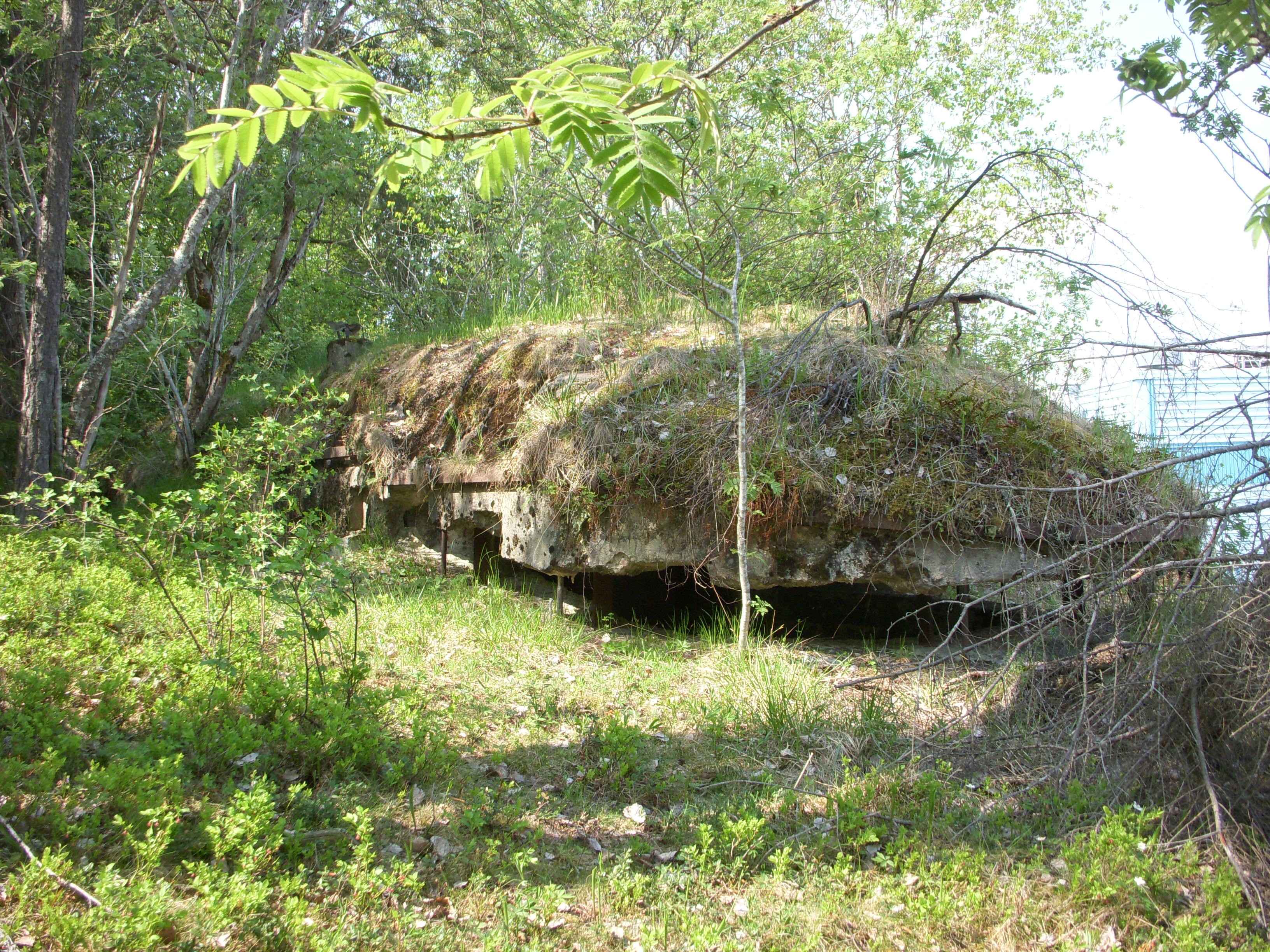
Östra Arningefortet
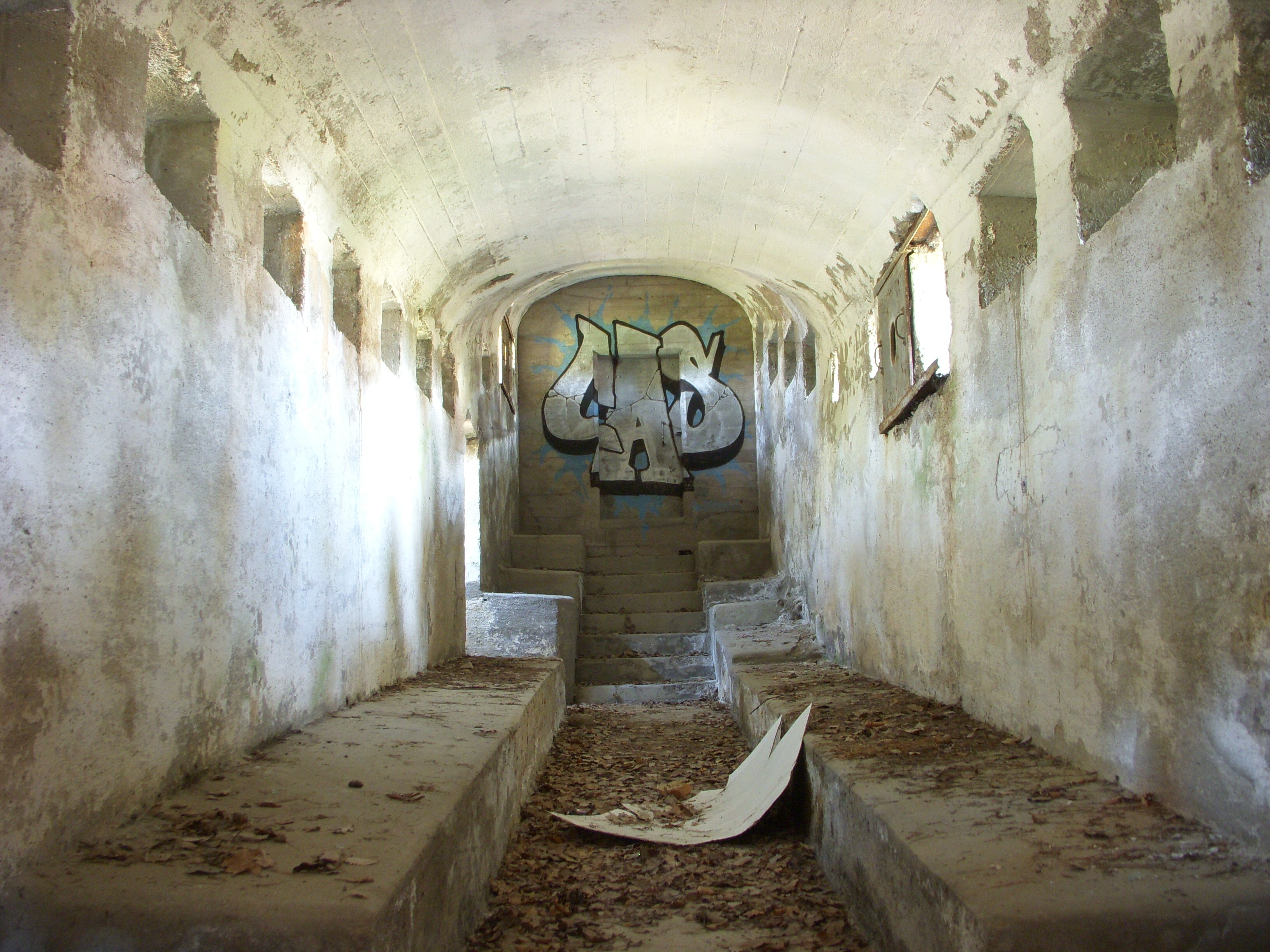
Västra Arningefortet
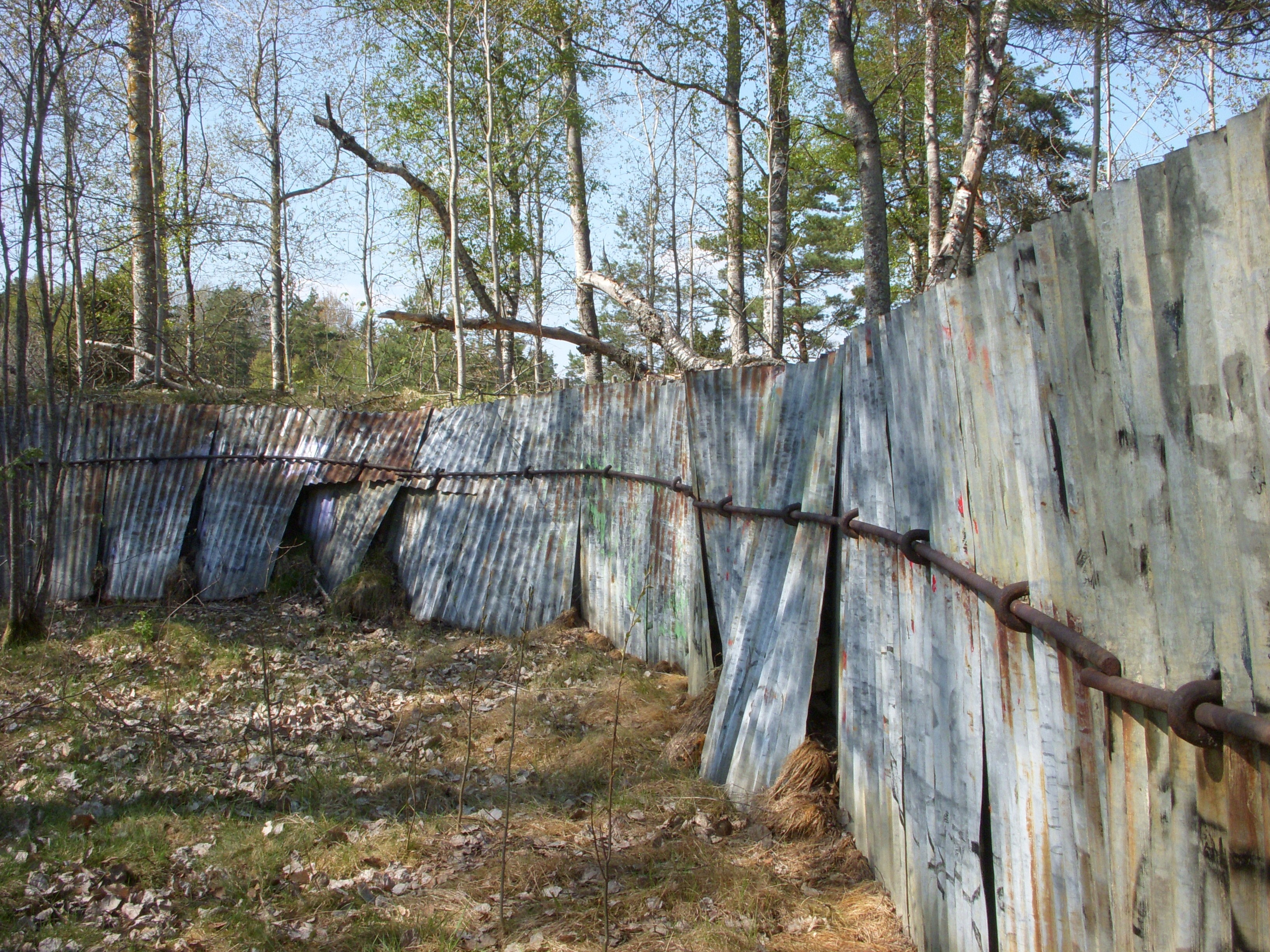
Karby batteri
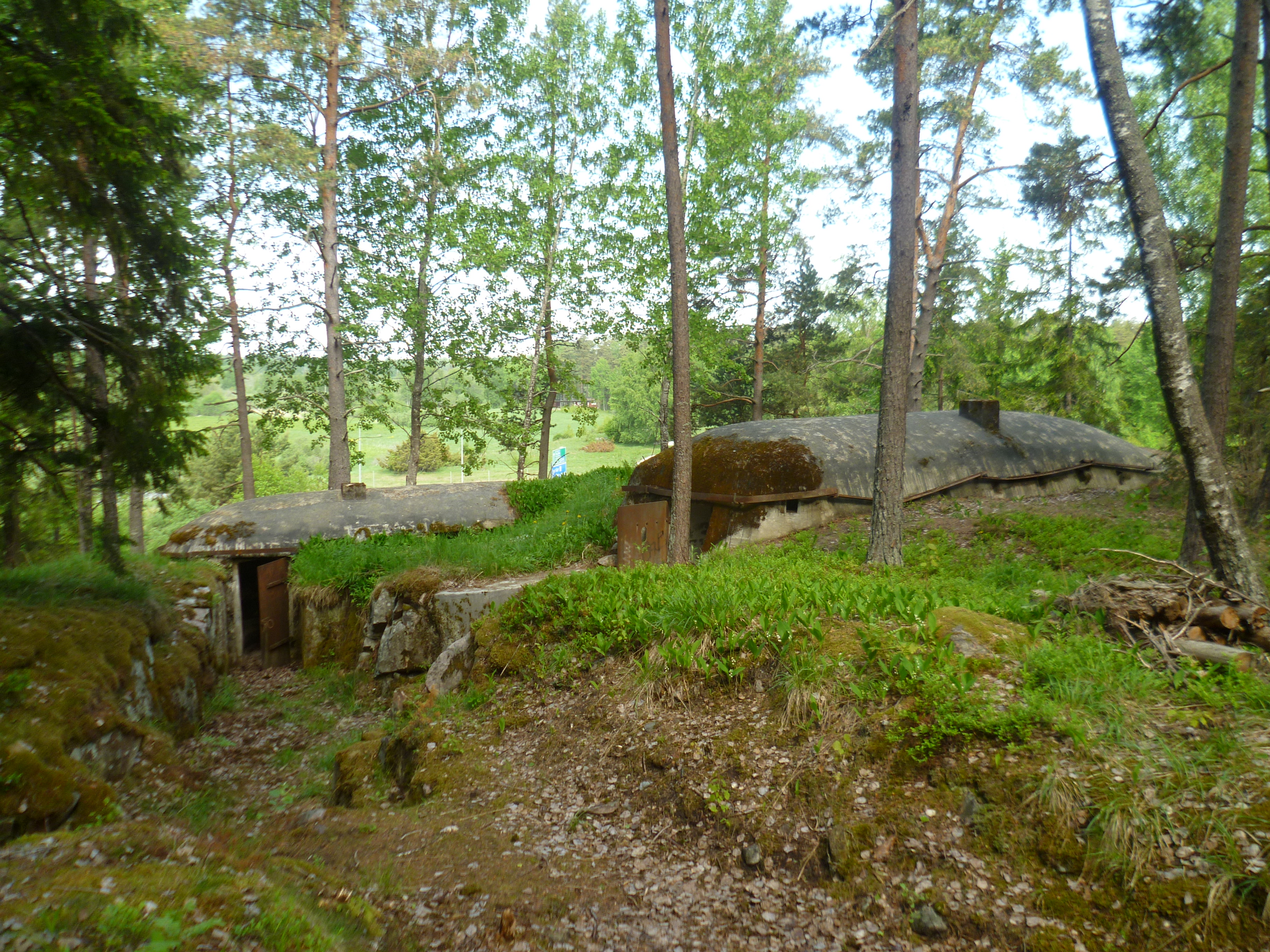
Skogbergafortet